# Gösta Leijonhufvud
Axel Gustaf (Gösta) Adolf Leijonhufvud, född 16 oktober 1869 i Stockholm, död den 16 maj 1938, var en svensk friherre och general. Han var son till Axel Leijonhufvud, bror till Sigrid Leijonhufvud och måg till Carl Lagercrantz.
Leijonhufvud blev underlöjtnant vid Andra livgardet 1890, löjtnant vid generalstaben 1901, major 1911, överstelöjtnant och tillförordnad chef för Gotlands infanteriregemente 1915, överste och chef för Värmlands regemente 1917, generalmajor och chef vid Östra brigaden 1927 samt erhöll avsked 1931. Leijonhufvud var 1908 byrådirektör i Kungliga järnvägsstyrelsens militärbyrå, 1910–1915 stabschef vid V. arméfördelningen och företog 1914 en militär studieresa till Österrike. Gösta Leijonhufvud är begraven i hustruns familjegrav på Norra begravningsplatsen utanför Stockholm.